# Administration fédérale (Allemagne)
Pour les articles homonymes, voir Administration fédérale.

Drapeau d'État de la république fédérale d'Allemagne

Une administration fédérale (Bundesbehörde) est une administration publique allemande chargée d’assurer l’action de la Fédération.
Il existe quatre niveaux hiérarchiques :
- Les administrations fédérales suprêmes (obersten Bundesbehörden) sont placées au sommet de la hiérarchie administrative. Il y en a 19 depuis 2005 : les ministères fédéraux, la Chancellerie fédérale, l’office de presse et d’information du Gouvernement fédéral, la Présidence fédérale, la Cour fédérale des comptes, le délégué du Gouvernement fédéral à la culture et aux médias et la centrale de la Bundesbank. Elles exercent la tutelle des administrations de niveau supérieur, de 78 corporations de droit public, 23 fondations de droit public et 35 agences.
- Les 69 administrations fédérales de niveau supérieur (Bundesoberbehörden) sont placées sous la responsabilité d’un ministère fédéral sans avoir la responsabilité d’autres administrations, et ont la charge d’une politique publique pour l’ensemble du territoire de la fédération.
- Les 36 administrations fédérales de niveau intermédiaire (Bundesmittelbehörden) font le lien entre un ministère fédéral et une administration fédérale de niveau inférieur. Elles sont responsables de l’application locale d’une politique fédérale.
- Les 304 administrations fédérales de niveau inférieur (Bundesunterbehörden) sont placées sous la responsabilité d’une administration fédérale de rang intermédiaire et ne mettent en œuvre l’action de la Fédération que sur un territoire donné et dans un domaine donné.

## Origine du texte
- (de) Cet article est partiellement ou en totalité issu de l’article de Wikipédia en allemand intitulé « Bundesbehörde (Deutschland) » (voir la liste des auteurs).